# Prostredný hrot
Prostredný hrot je štít ve Vysokých Tatrách na Slovensku, vysoký 2441 m n. m.
Jde o nejvyšší vrchol v rozsoše hlavního hřebenu vybíhající od Širokej veže na jihovýchod. Tento je nazýván Prostredný hrebeň. Vzhledem k tatranským údolím představuje hřeben mezi Velkou a Malou studenou dolinou. Součástí masivu je i Malý hrot.

## Název
Pro tento štít se také užívá slovenského jména "Stredohrot", které vzniklo překladem německého "Mittelgrat". Jako další názvy lze uvést polský "Pośrednia grań" a maďarský "Középorom".

## Přístup
Prostredný hrot není přístupný pro turisty. Značené stezky vedou pouze po jeho úpatí oběma studenými dolinami a nebo severozápadně od něj Priečným sedlem. Výstup je možné realizovat jen jako horolezec a nebo v doprovodu horského vůdce.
Významné prvovýstupy:
- 1876 Prvovýstup Edmund Téry, P. Schwarz, Johann Still a S. Horvay.
- 1905 Prvovýstup Dubkeho lávkou[2], II, Ernest Dubke a Johann Franz st.
- 1911 Prvovýstup východním žebrem[3], Gyula Komarnicki a Román Komarnicki, III.
- 1967 Prvovýstup Cesta na pamiatku Ing. Kaňu, Michal Orolin a Milan Kriššák, V+ A2.